# L'Enfant du pays (film)
Pour les articles homonymes, voir L'Enfant du pays.
Pour plus de détails, voir Fiche technique et Distribution.
L'Enfant du pays est un film français réalisé par René Féret, sorti en 2003.

## Fiche technique
- Titre français : L'Enfant du pays
- Réalisation : René Féret
- Scénario : René Féret
- Photographie : François Lartigue
- Pays d'origine :  France
- Date de sortie : 2003

## Distribution
- Lisa Féret : Paul des années 40
- Julien Henriet : Paul des années 50
- Antoine Taillez : Paul des années 60
- Julien Féret : Bertrand des années 40
- Jonathan Taverne : Bertrand des années 50
- Sonja Saurin : Aline
- Antoine Chappey : Paul
- Philippe Nahon : Charles
- Julien Féret : Pierre Voisin
- Élodie Bollée : La cheftaine
- Dominique Marcas : La gouvernante
- René Féret : Pierre Merveille
- Jean-Yves Berteloot : André Gravet
- Nathalie Besançon : Marie